# Río Asabon
Río Asabon är ett vattendrag i Spanien.   Det ligger i provinsen Provincia de Huesca och regionen Aragonien, i den nordöstra delen av landet, 300 km nordost om huvudstaden Madrid. Río Asabon ligger vid sjön Pantano de la Peña.